# Tinodes kawiensis
Tinodes kawiensis är en nattsländeart som beskrevs av Malicky 1995. Tinodes kawiensis ingår i släktet Tinodes och familjen tunnelnattsländor. Inga underarter finns listade i Catalogue of Life.